# Lisianthius troyanus
Lisianthius troyanus är en gentianaväxtart som beskrevs av Ignatz Urban. Lisianthius troyanus ingår i släktet Lisianthius och familjen gentianaväxter. Inga underarter finns listade i Catalogue of Life.